# Amphoritheca planifolia
Amphoritheca planifolia là một loài Rêu trong họ Funariaceae. Loài này được (Thwaites & Mitt.) A. Jaeger mô tả khoa học đầu tiên năm 1874.